# Alfred de Vigny
Alfred de Vigny (n. 27 martie 1797, Loches, Indre-et-Loire - d. 17 septembrie 1863, Paris) a fost poet și dramaturg francez unul dintre promotorii principali ai romantismului.

## Opera

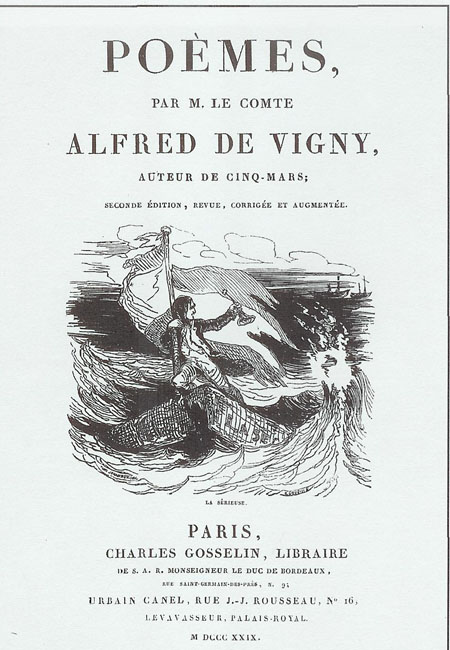
Poèmes de Alfred de Vigny, ediția din 1829

Lirica sa este gravă, sobră, reflexivă, concentrată și abordează teme majore ca: destinul geniului, sensul existenței, viața, moartea. El este, așa cum remarca Ferdinand Brunetière, singurul romantic care a avut idei generale și mai ales o concepție de viață bine gândită, personală, filosofică. Poezia lui Vigny este impersonală; evocând încercările la care viața 
supune omul, aduce în versurile sale stoicismul și trăirea demnă a tuturor sentimentelor.

### Scrieri
- 1822: Poeme ("Poèmes");
- 1824: Éloa ("Éloa, ou La Sœur des Anges"); poem epic filozofic
- 1826: Poeme antice și moderne ("Poèmes antiques et modernes");
- 1826: 5 martie ("Cinq-Mars"); roman istoric de capă și spadă
- 1831: La Maréchale d'Ancre, dramă romantică
- 1832: Stello ("Stello");
- 1835: Chattertron ("Chattertron"); piesă de teatru  în proză  în trei acte
- 1844: Muntele Măslinilor. Casa poporului ("Le Mont des Oliviers. La Maison du berger");
- 1864: Mânia lui Samson ("La colère de Samson");
- 1864: Destinele ("Les destinées"); colecție de poezii filozofice
- 1867: Jurnalul unui poet ("Le journal d'un poète").